# 多鱗結魚
多鱗結魚（学名：Tor polylepis）为輻鰭魚綱鯉形目鲤科的其中一種，分布於亞洲中國雲南省，體側具一條黑色縱斑，背鰭硬棘4枚；背鰭軟條9枚；臀鰭硬棘3枚；臀鰭軟條5枚，體長可達5.3公分，棲息在水質清澈的溪流。
其种加词“polylepis”意为“多鳞的”。